# Bylderup-Bov
Bylderup-Bov is een plaats in de Deense regio Zuid-Denemarken, gemeente Aabenraa, en telt 1470 inwoners (2007). Tot 2007 hoorde de plaats tot de voormalige gemeente Bov.
De plaats bestaat uit de aaneengegroeide kernen Bov en Bylderup.